# Chloriona shikokuana
Chloriona shikokuana är en insektsart som beskrevs av Matsumura 1935. Chloriona shikokuana ingår i släktet Chloriona och familjen sporrstritar. Inga underarter finns listade i Catalogue of Life.